# Terra Mariana (album)
Terra Mariana 1186–1888 (pol. Ziemia Maryjna 1186–1888) – sporządzony w jednym egzemplarzu album, ofiarowany 4 sierpnia 1889 r. papieżowi Leonowi XIII na jego złoty jubileusz kapłaństwa, przez polsko-niemiecką szlachtę bałtycką.

## Charakter
Dzieło, pozostające w zbiorach Biblioteki Watykańskiej, stanowi istotne źródło informacji na temat chrześcijaństwa w Liwonii (Łotwa i Estonia), ze szczególnym uwzględnieniem Inflant polskich. W albumie opisano szczegółowo rozwój chrześcijaństwa na terenie obecnej Łotwy i Estonii, jak również obiekty: ruiny różnych budowli, zamki, czy herby szlacheckie, kościoły, ołtarze, a nawet monety. Oprócz wartości historycznej publikacja posiada duże walory artystyczne. Według Heinricha Somsa "nie ma drugiego takiego wydania w kulturalnej przestrzeni bałtyckiej". 
Dar dla papieża wyrażać miał wyjątkowy szacunek szlachty bałtyckiej dla jego osoby, jak również pragnienie umocnienia związków Liwonii z Watykanem w okresie nasilonej rusyfikacji, która miała miejsce w krajach bałtyckich w drugiej połowie XIX wieku. Nasiliła się ona zwłaszcza po upadku powstania styczniowego w Polsce. W tym kontekście historycznym wydanie dzieła można traktować jako istotny akt polityczny - manifest dawnych rodów inflanckich, które chciały dążyć ku wartościom łacińskim i europejskim, a nie rosyjskim. Ofiarowanie albumu papieżowi uświadamiało szerokiej społeczności międzynarodowej przynależność religijno-kulturalną szlachty bałtyckiej do łacińskiego kręgu kulturowego. 

## Historia i forma
Pomysłodawczynią edycji była polska hrabina, Maria Przeździecka, córka Konstantego Tyzenhauza i żona naukowca, Aleksandra Przeździeckiego. Przekazała ona znaczną sumę z 11.500 rubli rosyjskich, które kosztowało wydanie albumu. Największy wkład w wydanie dzieła włożył Gustaw Manteuffel, historyk m.in. krajów bałtyckich. Patronował on przez 22 miesiące działaniom mającym na celu ukończenie prac nad księgą. Opracował zawartość tematyczną dzieła, a także jego koncepcję artystyczną, przy założeniu że powinna ona stanowić historię bałtyckiej arystokracji katolickiej na przestrzeni siedmiuset lat. 
Dzieło wydano w formacie 59 na 47,5 cm i oprawiono w jasną, koźlęca skórę ze srebrnymi okuciami. Waży 35 kilogramów. Okładkę zdobi aplikacja z czarnej skóry z symbolem krzyża zakonu krzyżackiego. W centrum umieszczono herb papieża Leona XIII z pozłacanego srebra. Okładkę przygotowano na podstawie szkicu Maksa Szerwińskiego. Wykonał ją introligator Kristof Haffełberg. Album ma 70 oddzielnych kart, z których każda jest wykonana ze specjalnie przygotowanego papieru o wymiarach 57,3 na 44,7 cm z wykorzystaniem różnych technik plastycznych, m.in. rysunku tuszem i sepią, malarstwa akwarelowego, litografii i żelazorytu. Każda ze stronnic stanowi osobne dzieło sztuki, które składa się na spójną całość. Teksty informacyjne wydrukowano czcionką gotycką w języku łacińskim. Strony ponumerowano cyframi arabskimi. Księga zawiera między innymi laudację do papieża, historię krajów bałtyckich, biskupstwa Liwonii, kościołów, zamków, ruin i innych obiektów do lat 80. XIX wieku. Opisano też herby szlacheckie, sztandary i rodowody szlachty krzyżacko-rycerskiej na terenach Inflant. Na stronie 70 znajduje się mapa dawnej Liwonii z nazwami powiatów i innych jednostek administracyjnych którą wykonał kartograf Karl Hempel. Na zespół twórców związanych w albumem składali się między innymi: Artur Baumanis, Bernhard Borchert, Oskar Felsko, Gwido Czarnocki, Antoni Pieczyński i Aleksander Grosset, który za swój wkład w dzieło otrzymał od papieża medal pamiątkowy.

## Wydania późniejsze
Album ukazał się drukiem w 1903 r. metodą autotypii. Wydanie to było dwukrotnie mniejsze od oryginału i miało wymiary 30 x 20 cm. W 2007 r. dyrektor Biblioteki Narodowej Łotwy podpisała umowę z Biblioteką Watykańską na wydanie faksymilowe. W 2009 r. w Modenie wydano 12 faksymiliów, z których 10 przekazano na Łotwę, a także tysiąc egzemplarzy w formacie A4. Kolejne 1000 książek z komentarzami ujrzało światło dzienne w 2014 r. Jeden z egzemplarzy utrzymał Prezydent Rzeczypospolitej Polskiej, Bronisław Komorowski w 2015 r. 